# Kristján
Kristján ist ein isländischer männlicher Vorname und Entsprechung des, im restlichen Europa häufigeren, Vornamens Christian.

## Bedeutung und Verbreitung
Kristján ist die isländische Variante von Christian bzw. Kristjan und bedeutet „Messias, der Gesalbte“. Der Name gehört zu den verbreiteten Namen in Island. Im Jahre 2012 war es der siebthäufigst gewählte isländische Name nach Einar und vor Magnús.

## Namensträger
- Kristján Andrésson (* 1981), isländischer Handball-Nationalspieler und -trainer
- Kristján Arason (* 1961), isländischer Handballspieler und -trainer
- Kristján Guy Burgess (* 1973), isländischer Politikwissenschaftler und Journalist
- Kristján frá Djúpalæk (1916–1994), isländischer Schriftsteller
- Kristján Eldjárn (1916–1982), isländischer Politiker, Staatspräsident 1968 bis 1980
- Kristján Harðarson (* 1964), isländischer Leichtathlet (Weitsprung), Teilnehmer der Olympischen Sommerspiele 1984
- Kristján Helgason (* 1974), isländischer Snookerspieler
- Kristján Jónsson (Schriftsteller) (1842–1869), isländischer Dichter
- Kristján Jónsson (Politiker) (1852–1926), isländischer Politiker
- Kristján Vattnes Jónsson (1916–1992), isländischer Leichtathlet
- Kristján Þór Júlíusson (* 1957), isländischer Politiker
- Kristján Kristinsson (* 1998), isländischer Eishockeyspieler
- Kristján Örn Kristjánsson (* 1997), isländischer Handballspieler
- Kristján L. Möller (* 1953), isländischer Politiker der sozialdemokratischen Allianz

Zwischenname
- Hannes Kristján Steingrímur Finsen (1828–1892), isländischer Jurist
- Eyþór Kristján Guðjónsson (* 1968), isländischer Schauspieler
- Kári Kristján Kristjánsson (* 1984), isländischer Handballspieler